# Monastère de Kalenić
Le monastère de Kalenić (en serbe cyrillique : Манастир Каленић ; en serbe latin : Manastir Kalenić) est un monastère orthodoxe serbe situé à Kalenićki Prnjavor, dans le district de Pomoravlje et dans la municipalité de Rekovac en Serbie. Il est inscrit sur la liste des monuments culturels d'importance exceptionnelle de la république de Serbie (identifiant no SK 245).
Le monastère abrite une communauté de religieuses.

## Présentation

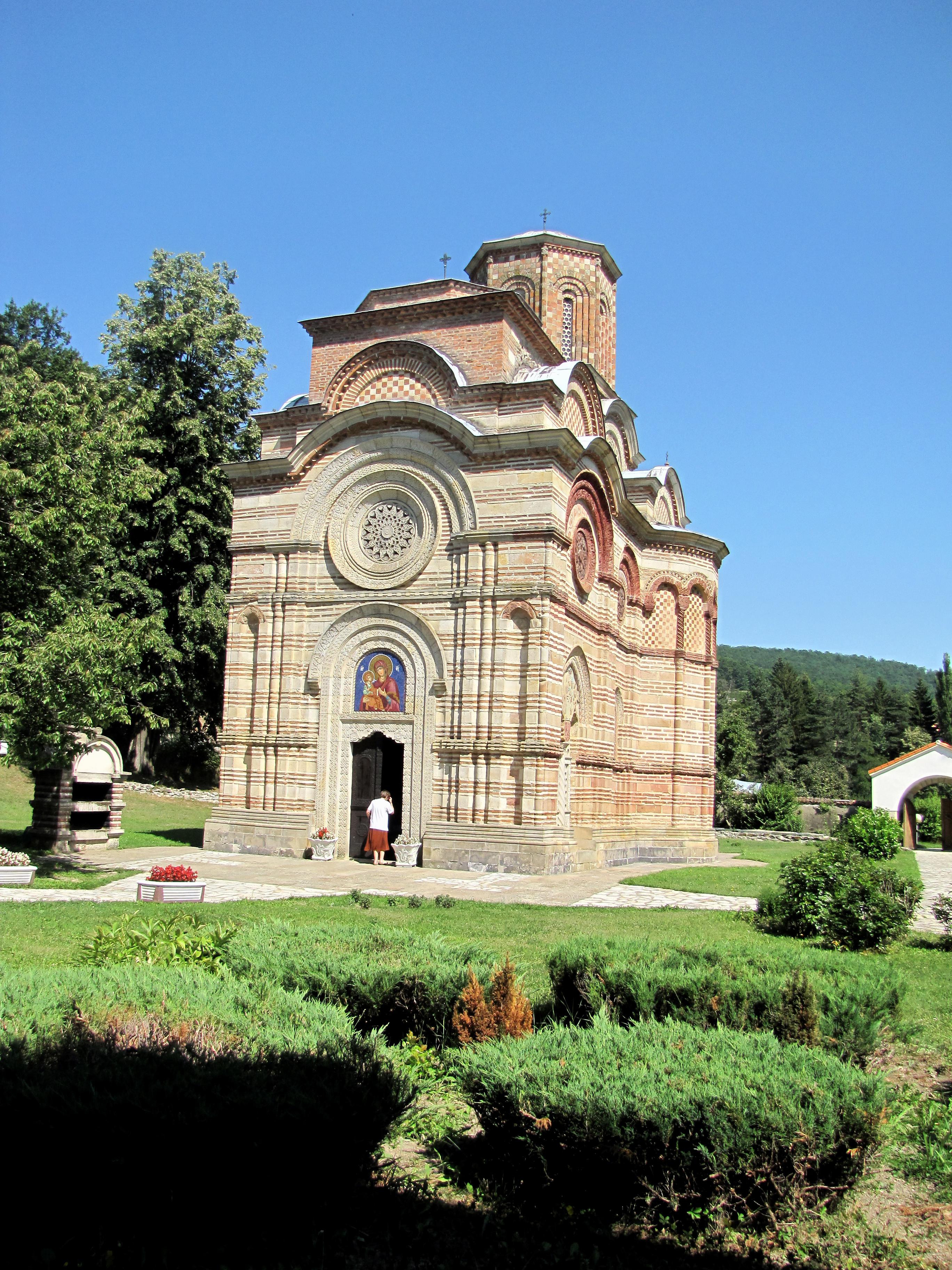
Autre vue de l'église.

Le monastère de Kalenić a été construit vers 1415 par un certain Bogdan, compagnon du despote Stefan Lazarević. Abandonné au XVIIe siècle, le monastère a été restauré par le prince Miloš Obrenović en 1823.
Par son architecture, l’église, dédiée à la Présentation de la Mère de Dieu au Temple, est typique de l’école moravienne telle qu’elle est illustrée également à Ravanica, Lazarica et Ljubostinja : abside rayonnante, nef unique à voûte en berceau et narthex occidental. Les murs extérieurs de l’église sont dotés de sculptures offrant de véritables scènes (chasse à courre, lutte de Samson contre l’immortalité…).

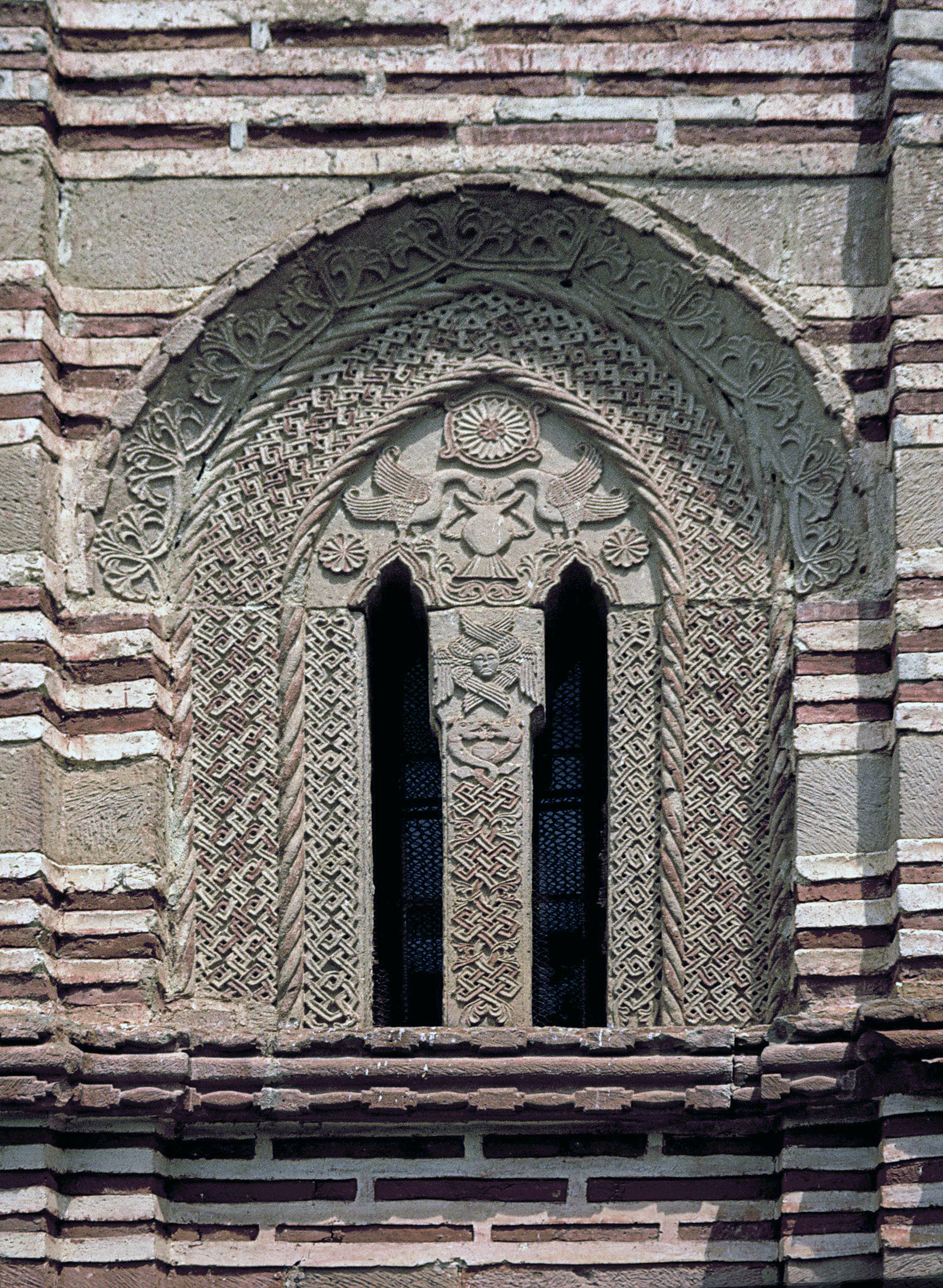
Détail de sculpture.
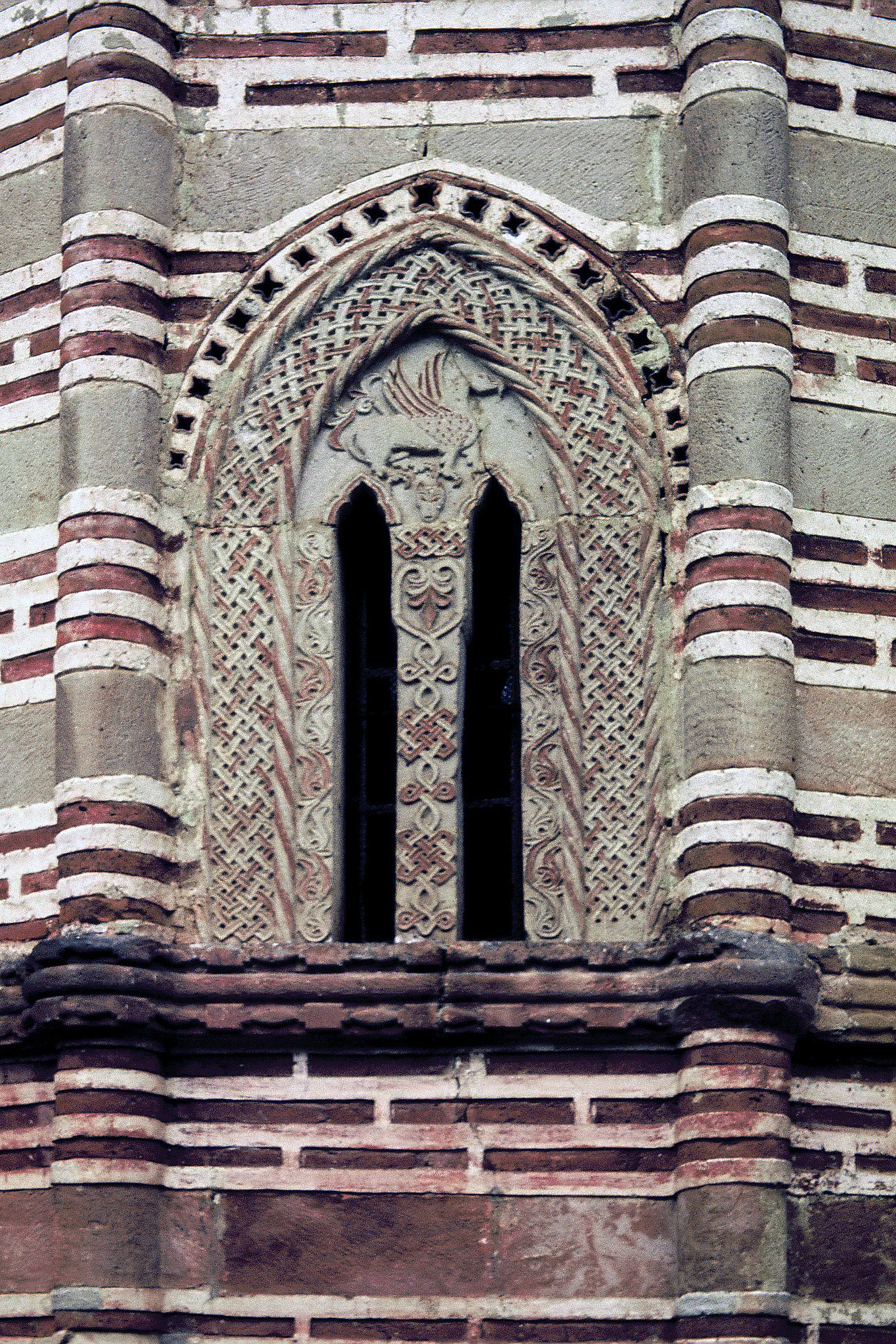
Détail de sculpture.
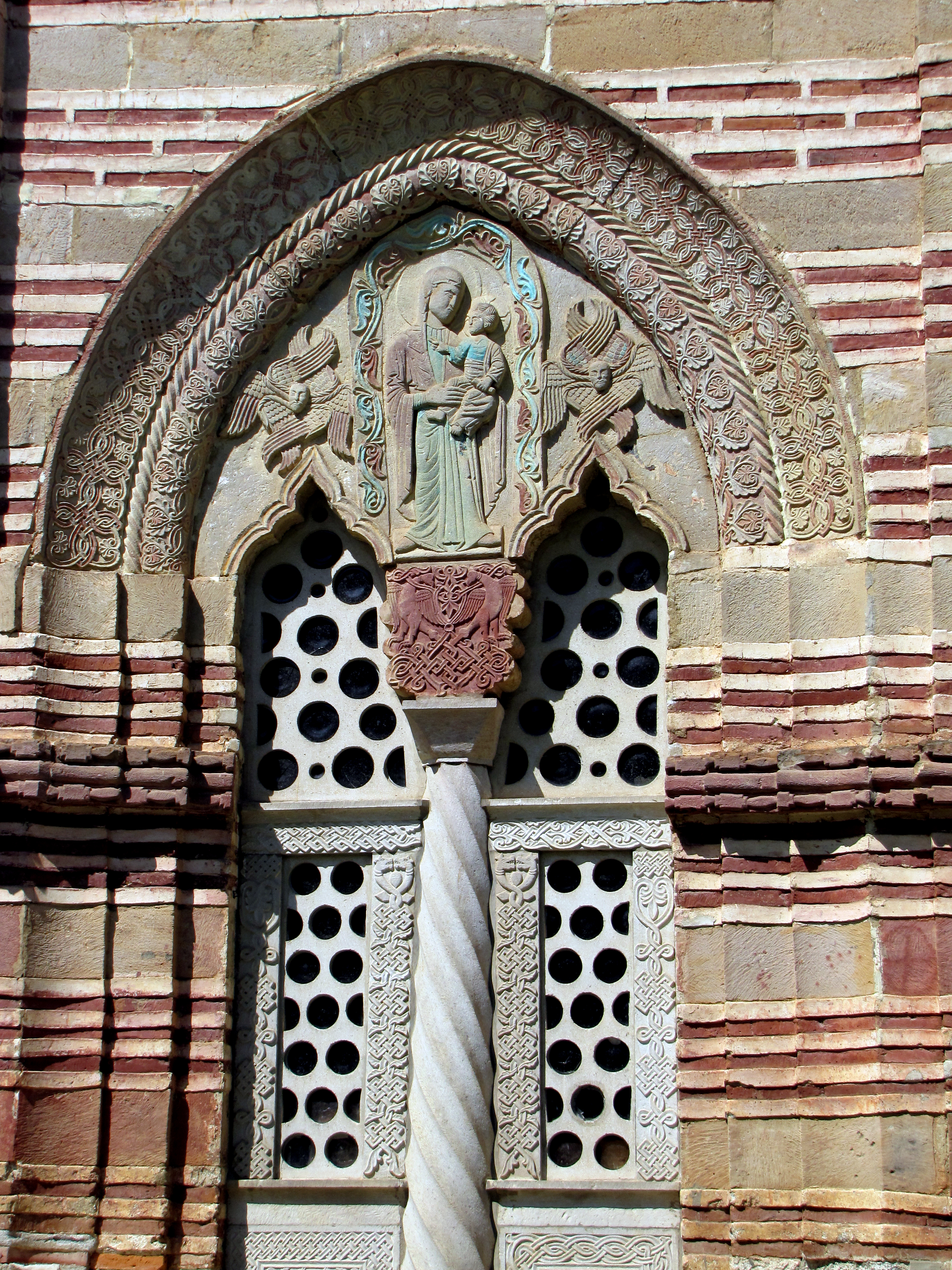
Détail de sculpture.

Elle contient des fresques de style byzantin, dans l’esprit de celles du monastère du Christ de la Chora (Kariye Camii) à Constantinople. Elles représentent notamment le fondateur Bogdan et le despote Stefan Lazarević, accompagné de sa mère Milica.

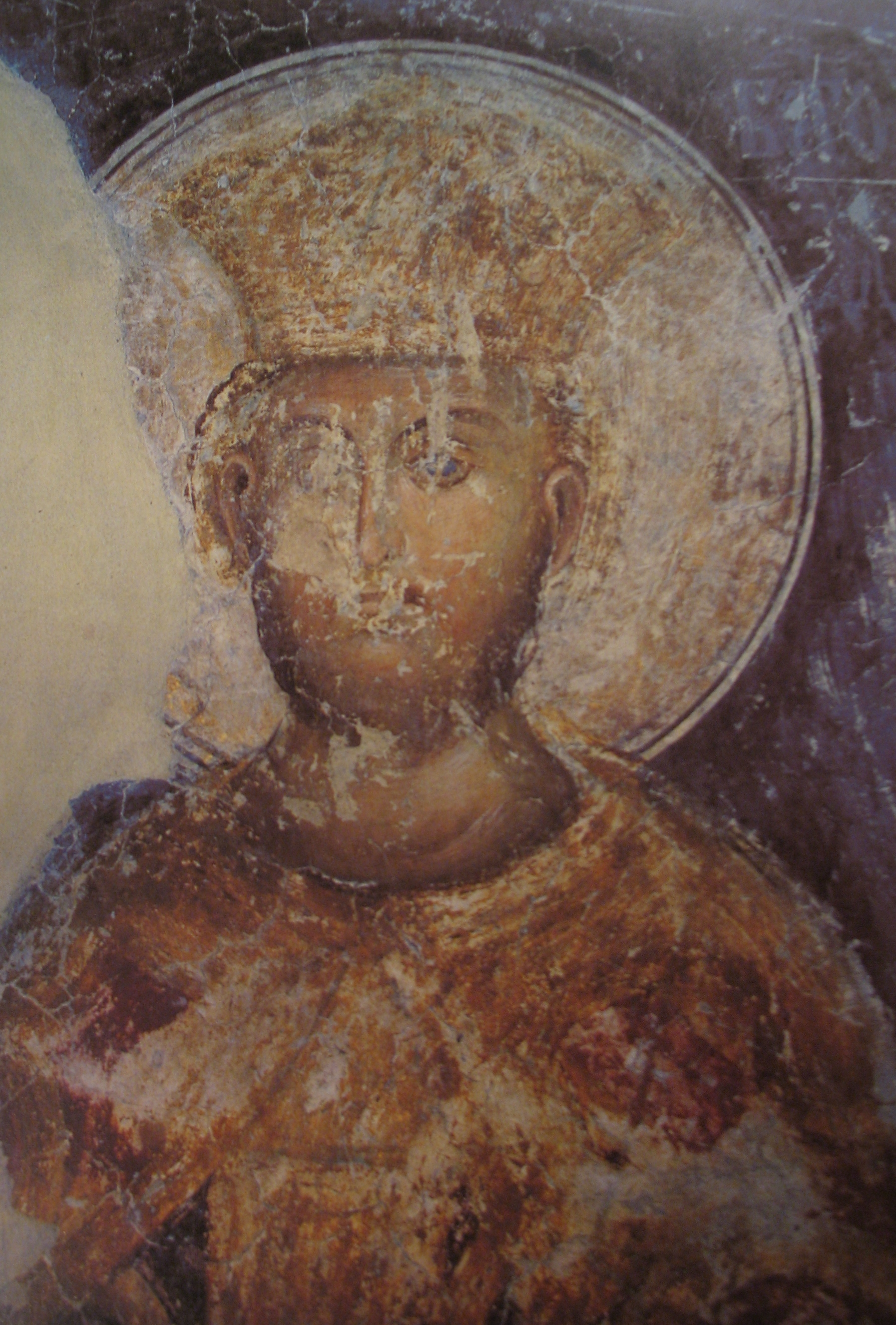
Stefan Lazarević, fresque de Kalenić.